# Anaxyrus baxteri
El sapo de Wyoming o sapo de Baxter (Anaxyrus baxteri) es un anfibio anuro de la familia Bufonidae. Anteriormente incluida en el género Bufo. Es marrón oscuro, ceniza o verdoso, de cinco centímetros de largo. Los machos son ligeramente más pequeños que las hembras y poseen pequeñas abultaciones en sus dedos. Los renacuajos son oscuros y moteados.
Se reproducen entre mayo y julio, donde se reúnen en pequeños grupos para unirse. Su desove puede llegar a ser de entre 1000 y 6000 huevos, que son depositados en plantas específicas los lagos y pantanos. Su desarrollo larval dura un mes. Durante ese proceso, se alimenta de desechos orgánicos e inorgánicos, como algas y sedimentos de rocas. Cuando son adultos se alimentan de insectos, preferiblemente coleópteros y hormigas. Tiene numerosos depredadores en todas sus fases de la vida, desde el huevo hasta la edad adulta.
Esta especie fue declarada extinta de la naturaleza por la Unión Internacional para la Conservación de la Naturaleza (IUCN). Las causas de su extinción son las actividades antrópicas (como el uso de insecticidas) y naturales (como su dificultad para dispersarse). Esta especie todavía puede ser hallada en algunas zonas de Larem Basin y se reproduce en cautiverio en zoológicos, en la Universidad de Wyoming y en refugios naturales como Montenson Lake National Wildlife Refuge.

## Taxonomía
La especie fue descubierta por el profesor George Baxter de la Universidad de Wyoming en 1946, siendo clasificada originalmente como una subespecie del sapo canadiense (Anaxyrus hemiophrys). Más tarde, en 1968, debido al aislamiento geográfico y por sus características propias, Porter la clasificó como una subespecie propia, la Bufo hemiophrys baxteri. En 1998, Smith la elevó como especie, recibiendo el nombre de Bufo baxteri. Los debates acerca de su permanencia como especie continúan en la actualidad, pero está vista por la mayor parte de la comunidad científica como una especie. Luego fue migrada al género Anaxyrus.

## Hábitat
El sapo de Wyoming frecuentaba las llanuras de inundación, los bordes de estanques, arroyos y lagos. Frecuentemente utiliza madrigueras abandonadas de ardillas terrestres para hibernar. 

## Conservación
Especie frecuente en los años 50, experimentó un descenso rápido durante los años 70, creyéndose extinto en los 80. Fue posteriormente redescubierto en 1987 en las orillas del lago Mortenson, un lago alpino situado a 2200 m de altitud. Los individuos capturados entraron en un programa de cría en cautividad pero no se ha descrito su reproducción en libertad desde 1991. Su supervivencia depende del control y erradicación del hongo quitridio (Batrachochytrium dendrobatidis) que supone su mayor amenaza.

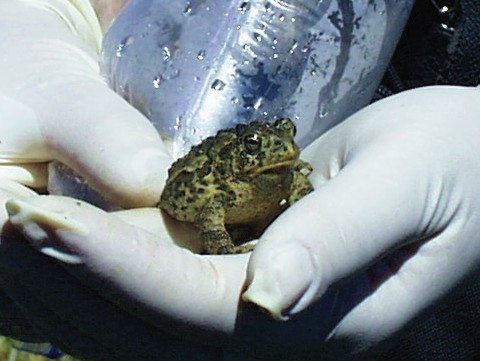
Sapo de Wyoming examinado por un empleado de FWS

## Publicación original
- Porter, 1968: Evolutionary Status of a Relict Population of Bufo hemiophrys Cope. Evolution, vol. 22, n. 3, p. 583-594.